# Jelena Dokić
Jelena Dokić, cyr. Јелена Докић (ur. 12 kwietnia 1983 w Osijeku) – australijska tenisistka, dawniej jugosłowiańska oraz serbsko-czarnogórska, wicemistrzyni French Open 2001 w grze podwójnej, półfinalistka Wimbledonu 2000 w grze pojedynczej, klasyfikowana w rankingu WTA na 4. miejscu w grze pojedynczej (2002) i 10. w grze podwójnej (2002), zdobywczyni Pucharu Hopmana 1999 wraz z drużyną Australii, reprezentantka Serbii i Czarnogóry oraz Australii w Pucharze Federacji, reprezentantka Australii na letnich igrzyskach olimpijskich. Tenisistka praworęczna z oburęcznym backhandem.

## Kariera tenisowa
Jelena Dokić rozpoczęła treningi tenisowe w wieku siedmiu lat, trenowana przez swojego ojca, Damira. W 1997 roku rozpoczęła występy w turniejach juniorskich Międzynarodowej Federacji Tenisowej. W rywalizacji indywidualnej wygrała wielkoszlemowy US Open 1998 po finale z Katariną Srebotnik, była też w finale French Open 1998, gdzie przegrała z Nadieżdą Pietrową. W grze podwójnej triumfowała we French Open 1998 z Kim Clijsters (po finale z Diemientiewą i Pietrową). Według rankingów z dnia 31 grudnia 1998 zajmowała pierwsze miejsce na liście singlistek i siódme w klasyfikacji deblistek.
Status profesjonalnej tenisistki otrzymała w 1998 roku.

### Gra pojedyncza
W dotychczasowej karierze Jelena Dokić (stan na 29 sierpnia 2012) wygrała sześć singlowych imprez WTA. Najwyżej klasyfikowana była na czwartym miejscu światowego rankingu (19 sierpnia 2002).
Swój debiut w turnieju WTA odnotowała w listopadzie tego samego roku, kiedy to przeszła eliminacje w Pattaya. Pierwszy pojedynek rozegrała z Julie Halard-Decugis, przegrała 6:7(7), 6:4, 3:6. Na początku roku 1999 triumfowała w Pucharze Hopmana w parze z Markiem Philippoussisem, co do tej pory jest jedynym australijskim tytułem w tej imprezie. Otrzymała dziką kartę do wielkoszlemowego Australian Open i doszła tam do trzeciej rundy, przegrywając dopiero z Martiną Hingis, co było jej najlepszym wyczynem wielkoszlemowym w dotychczasowej karierze. Wiosną odnotowała dwa pierwsze ćwierćfinały w WTA Tour, w Kairze i Warszawie, pokonała tam między innymi Halard-Decugis. Do turnieju wimbledońskiego przystąpiła jako 129. tenisistka rankingu światowego. W pierwszej rundzie pokonała 6:2, 6:0 Hingis, została najniżej notowaną zawodniczką w erze open, która pokonała najwyżej rozstawioną uczestniczkę Wielkiego Szlema. Po raz trzeci w historii Wimbledonu tenisistka rozstawiona z numerem jeden odpadła w pierwszej rundzie. Dokić zatrzymała się dopiero na ćwierćfinale z Alexandrą Stevenson, w czwartej rundzie eliminując jeszcze Mary Pierce. Po tym turnieju awansowała na 37. miejsce w światowej klasyfikacji.
W czerwcu 2000 poprawiła swój londyński wyczyn, dochodząc do półfinału Wimbledonu. Była wówczas trzydziestą rakietą globu. Do półfinału doszła bez straty seta, w meczu o finał uległa Lindsay Davenport 4:6, 2:6. Została pierwszą półfinalistką Wielkiego Szlema z Australii od 1998 roku, kiedy Nicole Provis dostała się do najlepszej czwórki w Paryżu. We wrześniu awansowała do czwartej rundy US Open, a potem doszła do półfinału turnieju singlistek letnich igrzysk olimpijskich w Sydney. Przegrała w trzech setach z Jeleną Diemientjewą, a w meczu o brązowy medal musiała uznać wyższość Moniki Seles.
W 2001 roku zaczęła reprezentować Jugosławię. W maju zdobyła swój pierwszy profesjonalny tytuł. Dokonała tego w Rzymie, pokonując w dwóch ostatnich spotkaniach wyżej notowane Conchitę Martínez i Amélie Mauresmo. Po raz pierwszy została sklasyfikowana w czołowej dwudziestce rankingu WTA. Jesienią doszła do finału w Bahia (porażka z Seles) i Tokio (pokonała Arantxę Sanchez Vicario, drugi tytuł w karierze). W październiku okazała się najlepsza także w Moskwie i trafiła do grona dziesięciu najlepszych tenisistek świata. Została wicemistrzynią w Zurychu i Linzu i po raz pierwszy w karierze otrzymała prawo gry w Mistrzostwach WTA. W drugim meczu przegrała z Lindsay Davenport; została uznana sportowcem roku w swoim kraju.
W lutym 2002 zagrała w finale w Paryżu, ale zmuszona była poddać walkowerem mecz o puchar przeciwko Venus Williams z powodu kontuzji. Do sprawności powróciła w kwietniu, zdobywając trzeci w karierze tytuł w Sarasocie po finale z Tatjaną Panową. W maju doszła do finału w Strasburgu, przegranego z Silvią Fariną Elią, a wkrótce zameldowała się w ćwierćfinale wielkoszlemowego French Open. Poległa w trzysetowym starciu z Jennifer Capriati. W czerwcu wygrała swój czwarty indywidualny turniej WTA, tym razem w Birmingham, w finale z Anastasiją Myskiną. Była też w finale w San Diego (porażka z Venus Williams) i ćwierćfinale Mistrzostw WTA. Latem awansowała na najwyższe w karierze, czwarte miejsce w światowym zestawieniu singlistek.
Wraz z początkiem sezonu 2003 zerwała współpracę ze swoim ojcem, który coraz częściej był karany za niepoprawne zachowanie w miejscach publicznych, także na arenach tenisowych. Jej nowym trenerem został Chorwat Borna Bikić. Jej najlepszy wynik z tego roku to finał w Zurychu, przegrany z Justine Henin oraz półfinał w Warszawie, gdzie lepsza okazała się Amelie Mauresmo. W międzyczasie Dokić ponownie zmieniła barwy narodowe, gdyż w wyniku rozpadu Jugosławii powstało kilka nowych państw i tenisistka zaczęła reprezentować Serbię i Czarnogórę. Rok 2004 upłynął jej pod znakiem walki z kontuzją łokcia, która skutecznie zredukowała jej występy. W lutym osiągnęła półfinał w Tokio, ale potem seryjnie przegrywała kolejne mecze i w efekcie wypadła z czołowej setki rankingu WTA. W 2005 pojechała do Serbii, by odnowić swoje kontakty rodzinne, zakończyło się to jednak niepowodzeniem i w grudniu zdecydowała, że znów chce reprezentować Australię.
Federacja Australijska przyznała jej kilka dzikich kart do międzynarodowych turniejów WTA, ale Dokić ich nie wykorzystała, odpadając w pierwszych rundach. W efekcie w czerwcu 2006 była notowana nawet na 681. miejscu światowej listy. Dodatkowo zmagała się z problemami osobistymi - jej ojciec podał do mediów informację, jakoby została porwana przez własnego chłopaka. Zatrudniła nowego trenera, Nikolę Pilicia i trafiła do jego akademii. Miała nawet podpisać z akademią kontrakt, by pozostać tam na rok, ale ostatecznie zdecydowała się powrócić do swojego poprzedniego trenera, Borny Bikicia, gdyż Pilić oferował jej niesatysfakcjonujące warunki kontraktu. Dokić niemalże nie pojawiała się w oficjalnych turniejach, w 2007 wystąpiła tylko raz i przestała być klasyfikowana w rankingu WTA.
Powróciła zimą 2008, przeszła eliminacje i doszła do drugiej rundy w Hobarcie. Utracone punkty nadrabiałam skutecznymi startami w zawodach Międzynarodowej Federacji Tenisowej i pod koniec roku była już w drugiej setce światowych notowań. W styczniu 2009 awansowała do ćwierćfinału wielkoszlemowego Australian Open, pokonując po drodze Annę Czakwetadze, Caroline Wozniacki i Alisę Klejbanową, zatrzymując się dopiero na Dinarze Safinie. Po tym starcie powróciła do czołowej setki rankingu WTA singlistek. Została czwartą kobietą w erze open, która jako uczestniczka z dziką kartą dotarła do ćwierćfinału Wielkiego Szlema (po Pierce w Paryżu 2002, Hingis w Melbourne 2006 i Zheng w Wimbledonie 2008, do listy dołączyła później Clijsters w Nowym Jorku 2009). Do końca 2009 i w 2010 występowała w zawodach Międzynarodowej Federacji Tenisowej, również w Wielkich Szlemach, ale bez większych sukcesów.
W lutym 2011 po przejściu kwalifikacji weszła do ćwierćfinału zawodów w Paryżu, pokonana przez Kim Clijsters. Dwa tygodnie później wystąpiła w Kuala Lampur, a start ten przyniósł jej szósty w karierze wygrany turniej WTA i pierwszy od 2002 roku. W pierwszej rundzie odprawiła najwyżej notowaną Francescę Schiavone, a w finale ograła Michaëllę Krajicek. Był to jednocześnie jej pierwszy tytuł, który wywalczyła jako reprezentantka Australii. W czerwcu wystąpiła w finale w ’s-Hertogenbosch, gdzie uległa Robercie Vinci i powróciła do czołowej pięćdziesiątki rankingu WTA. Do końca roku wygrała już tylko jeden pojedynek - z Wolhą Hawarcową w pierwszej rundzie US Open.
W pierwszej części sezonu 2012 zmagała się z kontuzją nadgarstka, co umożliwiło jej wygranie zaledwie trzech spotkań i doprowadziło do rezygnacji z występów we French Open i Wimbledonie.

### Gra podwójna
W dotychczasowej karierze Jelena Dokić (stan na 29 sierpnia 2012) wygrała cztery deblowe imprezy WTA. Najwyżej klasyfikowana była na dziesiątym miejscu światowego rankingu (4 lutego 2002).
W rozgrywkach tych zadebiutowała podczas Australian Open 1999, w parze z Åsą Svensson. W pierwszej rundzie wyeliminowały rozstawione z numerem sześć Conchitę Martínez i Patricię Tarabini; doszły do trzeciej rundy. Ten sam etap osiągnęła Dokić w Wimbledonie u boku Tini Pisnik. Jesienią awansowała do pierwszego finału w rozgrywkach WTA w tej konkurencji; miało to miejsce w Tokio, a partnerowała jej Amanada Coetzer. Przegrały z Martinez i Tarabini, pokonując wcześniej Lindsay Davenport i Corinę Morariu. Tytułu z Japonii nie obroniła; rok później odnotowała tam najlepszy wynik w sezonie - półfinał razem z Morariu.
Jej współpraca z Conchitą Martinez wiosną 2001 roku zaowocowała zdobyciem wicemistrzostwa wielkoszlemowego French Open; przegrały wówczas walkę o puchar z Virginią Ruano Pascual i Paolą Suárez. Z Nadieżdą Pietrową zostały finalistkami w New Haven, a potem triumfowały w Linzu, co było dla Dokić pierwszym wygranym turniejem deblowym WTA w karierze.
Na dziesiąte miejsce w klasyfikacji gry podwójnej dostała się w lutym 2002 po tym, jak w styczniu w Tokio doszła do półfinału. W kwietniu dodała do swojej kolekcji drugi tytuł, wywalczony w Sarasocie w parze z Jeleną Lichowcewą. Z Kim Clijsters zwyciężyła latem w Los Angeles, a swój czwarty tytuł przywiozła z Linzu. W międzyczasie wystąpiła w finałach w Moskwie i Zurychu. Wiosną 2003 zagrała w finale w Rzymie (z Pietrową), a w następnych latach zredukowała swoje występy do tego stopnia, że wypadła z rankingu WTA. Przyczyną była nękająca ją kontuzja łokcia.
W 2009 roku z Alisą Klejbanową wzięła udział we French Open. Panie ograły Petrę Cetkovską i Carlę Suárez Navarro, ale potem oddały walkowerem spotkanie z najwyżej rozstawionymi Carą Black i Liezel Huber - Australijkę zmusił do tego uraz pleców. W 2010 doszła do finału turnieju ITF w Contrexeville.

### Gra mieszana
W 2001 roku w parze z Nenadem Zimonjiciem osiągnęła ćwierćfinał Australian Open w grze mieszanej. Para jugosłowiańsko – australijska przegrała wówczas z Coriną Morariu i Ellisem Ferreirą.

### Występy reprezentacyjne
Dokić reprezentowała zarówno Australię, jak i Serbię i Czarnogórę w rozgrywkach o Puchar Federacji. W 1999 i 2000 miała okazję grać w Grupie Światowej (dla Australii). Jej bilans wszystkich spotkań w tym turnieju wynosi 15-3.
W 1999 zdobyła Puchar Hopmana wraz z drużyną Australii w parze z Markiem Philippoussisem. W fazie grupowej pokonali Francuzów (Sandrine Testud, Guillaume Raoux) i Hiszpanów (Arantxa Sánchez Vicario, Carlos Moyá), a przegrali z reprezentacją Republiki Południowej Afryki (Amanda Coetzer, Wayne Ferreira). W finale już po meczach singlowych okazali się lepsi od Szwedów (Åsa Svensson, Jonas Björkman). Jest to jedyne zwycięstwo Australijczyków w historii tego turnieju.
W 2000 roku zajęła czwarte miejsce w letnich igrzyskach olimpijskich w Sydney w grze pojedynczej, przegrywając walkę o medal z Monicą Seles. W grze podwójnej razem z Rennae Stubbs odpadły w drugiej rundzie po meczu z Holenderkami, Kristie Boogert i Miriam Oremans.

### Nagrody i wyróżnienia
- Mistrzyni Świata Juniorów ITF (1998)
- Sportowiec Roku Jugosławii według Jugosłowiańskiego Komitetu Olimpijskiego (2001)

## Życie prywatne
Jelena Dokić urodziła się w Osijeku, wówczas na terenie Jugosławii, obecnie Chorwacji. Jej rodzice to Damir, pochodzący z Serbii i Liliana, pochodząca z Chorwacji. Ma młodszego o osiem lat brata Savo. Mieszkali w Osijeku do czerwca 1991, ale z powodu trwającej wojny przeprowadzili się do Sombor w Serbii, a w 1994 wyemigrowali do Australii i zamieszkali w jednej z dzielnic Sydney. Tenisistka mieszkała również w Stanach Zjednoczonych i Monako. Obecnie związana jest z Tinem Bikiciem

## Finały turniejów WTA
| Legenda                     | Legenda |
| --------------------------- | ------- |
| Wielki Szlem                |         |
| Igrzyska olimpijskie        |         |
| WTA Tour Championships      |         |
| 1988 – 2008                 |         |
| Kategoria I                 |         |
| Kategoria II                |         |
| Kategoria III               |         |
| Kategoria IV                |         |
| Kategoria V                 |         |
| 2009 – 2020                 |         |
| WTA Premier Mandatory       |         |
| WTA Premier 5               |         |
| WTA Premier                 |         |
| WTA International Series    |         |
| WTA 125K series (2012–2020) |         |

### Gra pojedyncza 14 (6-8)
| Końcowy wynik | Nr | Data                 | Turniej          | Nawierzchnia    | Przeciwniczka           | Wynik finału     |
| ------------- | -- | -------------------- | ---------------- | --------------- | ----------------------- | ---------------- |
| Zwyciężczyni  | 1. | 20 maja 2001         | Rzym             | Ceglana         | Amélie Mauresmo         | 7:6(3), 6:1      |
| Finalistka    | 1. | 16 września 2001     | Bahia            | Twarda          | Monica Seles            | 3:6, 3:6         |
| Zwyciężczyni  | 2. | 23 września 2001     | Tokio            | Twarda          | Arantxa Sánchez Vicario | 6:4, 6:2         |
| Zwyciężczyni  | 3. | 7 października 2001  | Moskwa           | Dywanowa (hala) | Jelena Diemientjewa     | 6:3, 6:3         |
| Finalistka    | 2. | 15 października 2001 | Zurych           | Dywanowa (hala) | Lindsay Davenport       | 3:6, 1:6         |
| Finalistka    | 3. | 22 października 2001 | Linz             | Twarda (hala)   | Lindsay Davenport       | 4:6, 1:6         |
| Finalistka    | 4. | 4 lutego 2002        | Paryż            | Dywanowa (hala) | Venus Williams          | walkower         |
| Zwyciężczyni  | 4. | 7 kwietnia 2002      | Sarasota         | Ceglana         | Tatjana Panowa          | 6:2, 6:2         |
| Finalistka    | 5. | 25 maja 2002         | Strasburg        | Ceglana         | Silvia Farina Elia      | 4:6, 6:3, 3:6    |
| Zwyciężczyni  | 5. | 16 czerwca 2002      | Birmingham       | Trawiasta       | Anastasija Myskina      | 6:2, 6:3         |
| Finalistka    | 6. | 29 lipca 2002        | San Diego        | Twarda          | Venus Williams          | 2:6, 2:6         |
| Finalistka    | 7. | 13 października 2003 | Zurych           | Dywanowa (hala) | Justine Henin-Hardenne  | 0:6, 4:6         |
| Zwyciężczyni  | 6. | 6 marca 2011         | Kuala Lumpur     | Twarda          | Lucie Šafářová          | 2:6, 7:6(9), 6:4 |
| Finalistka    | 8. | 18 czerwca 2011      | ’s-Hertogenbosch | Trawiasta       | Roberta Vinci           | 7:6(7), 3:6, 5:7 |

### Gra podwójna 10 (4-6)
| Końcowy wynik | Nr | Data                 | Turniej     | Nawierzchnia    | Partnerka         | Przeciwniczki                            | Wynik finału     |
| ------------- | -- | -------------------- | ----------- | --------------- | ----------------- | ---------------------------------------- | ---------------- |
| Finalistka    | 1. | 26 września 1999     | Tokio       | Twarda          | Amanda Coetzer    | Conchita Martínez Patricia Tarabini      | 7:6(5), 4:6, 2:6 |
| Finalistka    | 2. | 28 maja 2001         | French Open | Ceglana         | Conchita Martínez | Virginia Ruano Pascual Paola Suárez      | 2:6, 1:6         |
| Finalistka    | 3. | 20 sierpnia 2001     | New Haven   | Twarda          | Nadieżda Pietrowa | Cara Black Jelena Lichowcewa             | 0:6, 6:3, 2:6    |
| Zwyciężczyni  | 1. | 28 października 2001 | Linz        | Dywanowa (hala) | Nadieżda Pietrowa | Els Callens Chanda Rubin                 | 6:1, 6:4         |
| Zwyciężczyni  | 2. | 7 kwietnia 2002      | Sarasota    | Ceglana         | Jelena Lichowcewa | Els Callens Conchita Martínez            | 6:7(5), 6:3, 6:3 |
| Zwyciężczyni  | 3. | 11 sierpnia 2002     | Carson      | Twarda          | Kim Clijsters     | Daniela Hantuchová Ai Sugiyama           | 6:3, 6:3         |
| Finalistka    | 4. | 6 października 2002  | Moskwa      | Dywanowa (hala) | Nadieżda Pietrowa | Jelena Diemientjewa Janette Husárová     | 6:2, 3:6, 6:7(7) |
| Finalistka    | 5. | 14 października 2002 | Zurych      | Twarda (hala)   | Nadieżda Pietrowa | Jelena Bowina Justine Henin-Hardenne     | 2:6, 6:7(2)      |
| Zwyciężczyni  | 4. | 27 października 2002 | Linz        | Dywanowa (hala) | Nadieżda Pietrowa | Rika Fujiwara Ai Sugiyama                | 6:3, 6:2         |
| Finalistka    | 6. | 12 maja 2003         | Rzym        | Ceglana         | Nadieżda Pietrowa | Swietłana Kuzniecowa Martina Navrátilová | 4:6, 7:5, 2:6    |

## Finały juniorskich turniejów wielkoszlemowych

### Gra pojedyncza (2)
| Końcowy wynik | Rok  | Turniej     | Nawierzchnia | Przeciwniczka      | Wynik finału |
| Finalistka    | 1998 | French Open | Ceglana      | Nadieżda Pietrowa  | 3:6, 3:6     |
| Zwyciężczyni  | 1998 | US Open     | Twarda       | Katarina Srebotnik | 6:4, 6:2     |

### Gra podwójna (2)
| Końcowy wynik | Rok  | Turniej     | Nawierzchnia | Partnerka        | Przeciwniczki                         | Wynik finału |
| Zwyciężczyni  | 1998 | French Open | Ceglana      | Kim Clijsters    | Jelena Diemientjewa Nadieżda Pietrowa | 6:4, 7:6     |
| Finalistka    | 1998 | US Open     | Twarda       | Evie Dominikovic | Kim Clijsters Eva Dyrberg             | 6:7, 4:6     |